# Xã Range, Quận Madison, Ohio
Xã Range (tiếng Anh: Range Township) là một xã thuộc quận Madison, tiểu bang Ohio, Hoa Kỳ. Năm 2010, dân số của xã này là 979 người.